# Stadsbrand van Vianen
De stadsbrand van 1540 behoort tot de grootste branden die in Vianen plaats hebben gevonden. 
Deze stadsbrand vond plaats in 1540 en verwoestte onder andere de oorspronkelijke Grote Kerk uit de veertiende eeuw. Deze kerk moest opnieuw worden opgebouwd. 